# Episodi di Bored to Death - Investigatore per noia (seconda stagione)
La seconda stagione della serie televisiva Bored to Death - Investigatore per noia è stata trasmessa in prima visione negli Stati Uniti d'America da HBO dal 26 settembre al 14 novembre 2010.
In Italia è stata trasmessa in prima visione satellitare da FX dal 5 al 28 aprile 2011.
| nº | Titolo originale                         | Titolo italiano             | Prima TV USA      | Prima TV Italia |
| -- | ---------------------------------------- | --------------------------- | ----------------- | --------------- |
| 1  | Escape from the Dungeon!                 | Indagine pericolosa         | 26 settembre 2010 | 5 aprile 2011   |
| 2  | Make It Quick, Fitzgerald!               | Triangoli                   | 3 ottobre 2010    | 5 aprile 2011   |
| 3  | The Gowanas Canal Has Gonorrhea!         | Il sequestro                | 10 ottobre 2010   | 12 aprile 2011  |
| 4  | I've Been Living Like a Demented God!    | Nemesi                      | 17 ottobre 2010   | 12 aprile 2011  |
| 5  | Forty-Two Down!                          | Di male in peggio           | 24 ottobre 2010   | 19 aprile 2011  |
| 6  | The Case of the Grievous Clerical Error! | Cercasi cane disperatamente | 31 ottobre 2010   | 19 aprile 2011  |
| 7  | Escape from the Castle!                  | Amore impossibile           | 7 novembre 2010   | 28 aprile 2011  |
| 8  | Super Ray Is Mortal!                     | Lo stalker                  | 14 novembre 2010  | 28 aprile 2011  |